# American-British-Dutch-Australian Command

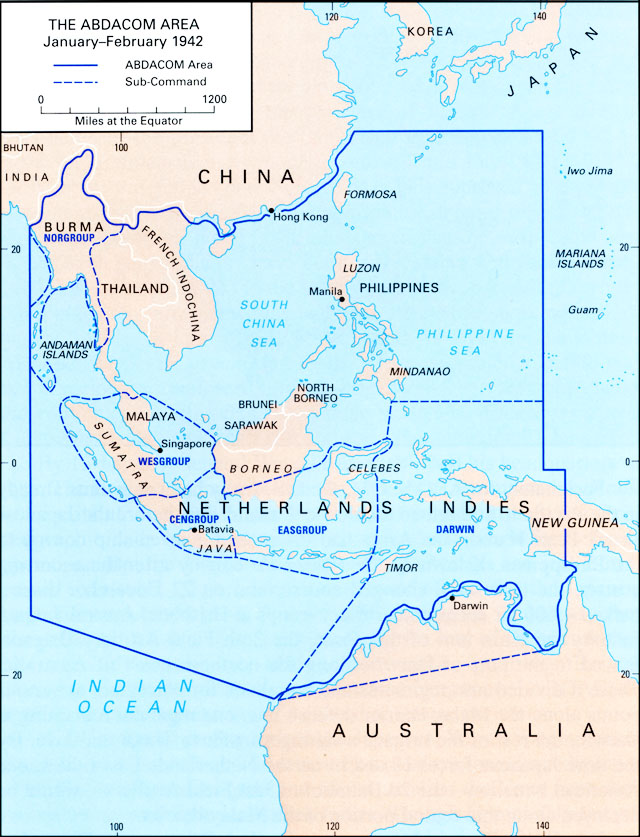
I settori di competenza dell'ABDA Command

Lo American-British-Dutch-Australian Command, anche noto come ABDA Command, ABDACOM o semplicemente ABDA, fu un alto comando militare istituito nel gennaio del 1942 dagli Alleati per coordinare le forze terrestri, aeree e navali dislocate a difesa della cosiddetta "Barriera malese" (o "Barriera delle Indie orientali") contro gli attacchi delle truppe giapponesi, durante le prime fasi della guerra del Pacifico della seconda guerra mondiale. L'ABDA Command riuniva le forze di Stati Uniti d'America ("American"), Regno Unito ("British"), Paesi Bassi ("Dutch") e Australia ("Australian") dislocate su una vasta area del Sud-est asiatico, andando dalle colonie britanniche della Birmania e della Malaysia a ovest fino alla Nuova Guinea occidentale e al nord dell'Australia a est, attraverso la lunga catena di isole delle Indie orientali olandesi.
Primo e unico responsabile dell'ABDA Command fu il generale britannico Archibald Wavell; il comando stesso ebbe vita breve a causa delle schiaccianti vittorie giapponesi nel corso della campagna della Malesia e della campagna delle Indie orientali olandesi, cessando di esistere nel marzo del 1942.

## Storia
Il 7 dicembre 1941 le forze aeronavali giapponesi lanciarono un massiccio attacco contro la base navale statunitense di Pearl Harbor, dando inizio alle ostilità nel settore del Pacifico; contemporaneamente, reparti giapponesi sbarcarono lungo la costa della Malesia e, successivamente, del Borneo, puntando a occupare le locali colonie britanniche e olandesi ricche di materie prime. Le discussioni sulla formazione di un comando congiunto per le forze alleate impegnate contro il nuovo nemico iniziarono fin dai primi giorni dell'offensiva giapponese, e il 29 dicembre 1941 il Primo ministro britannico Winston Churchill propose la creazione di un alto comando per tutte le forze terrestri, aeree e navali dispiegate nella regione del sud-est asiatico, da affidare al generale britannico Archibald Wavell, all'epoca Comandante in capo dell'India: la sua proposta venne bene accolta dai governi alleati, che il 1º gennaio 1942 approvarono formalmente la scelta di Wavell come comandante in capo.
Il 7 gennaio 1942 Wavell arrivò a Singapore, assorbendo le locali risorse del British Far East Command, confluito in toto nel nuovo comando; il 10 gennaio il generale si trasferì a Giava, nelle Indie olandesi, stabilendo la sua sede di comando inizialmente a Lembang e poi, a causa del pessimo stato delle comunicazioni, a Bandoeng: il 15 gennaio l'ABDA Command divenne operativo. L'area di responsabilità dell'ABDA Command partiva dalla Birmania a ovest, attraversava la penisola malese e le Indie Olandesi e terminava a est nella Nuova Guinea Occidentale, incorporando poi, dopo le insistenze di Wavell, anche la porzione settentrionale dell'Australia; l'India, le Hawaii e il resto dell'Australia rimasero sotto comandi separati, mentre le Filippine (all'epoca un possedimento statunitense) benché formalmente rientranti nelle compentenze dell'ABDA Command rimasero de facto autonome, sotto la direzione dello United States Army Forces in the Far East del generale Douglas MacArthur.
La struttura dei vari comandi dell'ADBA venne ripartita tra gli alleati principali, con il generale olandese Hein ter Poorten alla guida delle forze terrestri, il britannico Richard Peirse alla guida delle forze aeree e l'ammiraglio statunitense Thomas C. Hart alla guida di quelle navali; Hart fu poi richiamato in patria e rimpiazzato dall'olandese Conrad Helfrich il 12 febbraio 1942.
Con un fronte di quasi 8.000 chilometri da tenere, le forze dell'ABDA Command si ritrovarono ben presto in grave difficoltà a causa dell'aggressiva espansione messa in atto dai reparti giapponesi: il Borneo fu occupato entro i primi di febbraio unitamente all'isola di Celebes e alle Molucche, mentre il 15 febbraio la grande base di Singapore cadde in mano ai giapponesi, che completarono così l'occupazione della Malesia. Con le forze nipponiche che convergevano su Giava e privo dei necessari rinforzi, il 25 febbraio Wavell sciolse formalmente l'ABDA Command e rientrò in India, restituendo il controllo delle residue unità alleate nella zona ai rispettivi comandi nazionali. Con la caduta di Giava il 9 marzo 1942, si concluse definitivamente l'operato dell'ABDA Command.
L'area di responsabilità di ABDA fu ricollocata sotto due nuovi comandi regionali: il South West Pacific Area a guida statunitense a est, e il South East Asia Command a guida britannica a ovest.

## Struttura

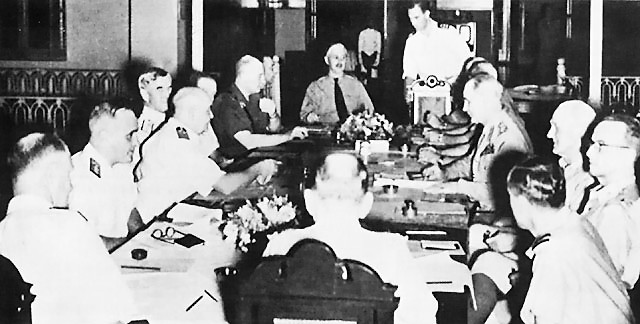
Una riunione degli alti ufficiali dell'ABDA nel gennaio 1942

Generale Sir Archibald Wavell, British Army (BA) — comandante in capo.
- Tenente generale George Howard Brett, United States Army Air Forces (USAAF) — vice comandante in capo[3]
- Tenente generale Henry Pownall (BA) — capo di stato maggiore[4]

Forze terrestri (ABDARM):
- Tenente generale Hein ter Poorten, Koninklijk Nederlandsch-Indisch Leger (KNIL) — comandante in capo delle forze terrestri (ABDA Land) e comandante delle forze terrestri nelle Indie Olandesi[5]
  - Maggior generale Ian Playfair (BA) — vice comandante in capo delle forze terrestri[6]
    - Maggior generale Thomas Jacomb Hutton (BA) — comandante delle forze britanniche in Birmania
    - Tenente generale Arthur Percival (BA) — comandante delle forze britanniche in Malesia[7]
    - Maggior generale David Blake, Australian Army — comandante del 7º Distretto militare australiano (Australia del nord)
- Generale Douglas MacArthur, United States Army — comandante delle forze statunitensi nelle Filippine[8]

Forze aeree (ABDAIR)

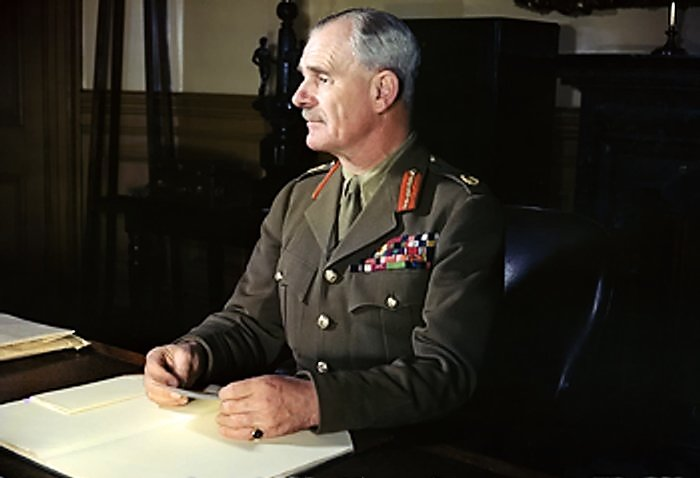
Il generale Archibald Wavell, primo e unico comande dell'ABDA

- Maresciallo dell'aria Sir Richard Peirse, Royal Air Force (RAF) — comandante in capo delle forze aeree (ABDA Air)[9]
  - Maggior generale Lewis H. Brereton (USAAF) — vice comandante in capo delle forze aeree[10]
    - Vice maresciallo dell'aria Donald Fasken Stevenson (RAF) — comandante forze aeree in Birmania (NORGROUP)
    - Vice maresciallo dell'aria Conway Walter Heath Pulford (RAF) — comandante forze aeree in Malesia (WESGROUP)[11]
    -  ? (KNIL) — comandante forze aeree a Sumatra e Giava occidentale (CENGROUP) (sciolto il 22 febbraio)
    -  ? (USAAF) — comandante forze aeree a Giava orientale (EASGROUP) (sciolto il 22 febbraio)
    - Maggior Generale Ludolph van Oyen (KNIL) — comandante forze aeree a Giava (dal 22 febbraio)[12]
    - Vice maresciallo dell'aria Sir Paul Maltby (RAF) — comandante forze RAF a Giava[13]
    - Capitano di vascello G. G. Bozuwa, Marine Luchtvaartdienst, e capitano F. D. Wagner, United States Navy (USN) — comandante forze alleate da ricognizione (RECGROUP)
    - Commodoro dell'aria Douglas Wilson, Royal Australian Air Force — comandante forze aeree nell'Australia del nord e nelle Molucche (AUSGROUP)

Forze navali (ABDAFLOAT)
- Ammiraglio Thomas C. Hart (USN) — comandante in capo delle forze navali (ABDA Sea) (fino al 12 febbraio)[14]
- Ammiraglio Conrad Helfrich, Koninklijke Marine (KM) — comandante in capo delle forze navali (ABDA Sea) (dal 12 febbraio)[15]
  - Retroammiraglio Arthur Palliser, Royal Navy — vice comandante in capo delle forze navali[16]
    - Retroammiraglio William A. Glassford (USN) — comandante forze navali statunitensi[17]
    - Retroammiraglio Johan Jasper Abraham van Staveren (KM) — comandante forze navali olandesi[18]
    - Commodoro John Collins, Royal Australian Navy, — comandante forze navali britanniche e australiane[19]